# 金星駅 (杭州市)
金星駅（きんせいえき）は、中華人民共和国浙江省杭州市余杭区文二西路と智溢路の交差点に位置する杭州地下鉄5号線の駅である。

## 歴史
- 2020年4月23日：開業[1][2]。

## 駅構造
島式ホーム1面2線を有する地下駅。駅の緑汀路方には上下線をつなぐ片渡り線が設置されている。

### のりば
案内上ののりば番号は設定されていない。
| 路線    | 方向 | 行先                       |
| ------- | ---- | -------------------------- |
| ■ 5号線 | 下り | 南湖東方面                 |
| ■ 5号線 | 上り | 城站・火車南站・姑娘橋方面 |

（出典：杭港地下鉄:内部空间示意图）

## 駅周辺
- 梅家橋星苑
- 余杭中学
- ツァイニャオ智谷産業園
- ツァイニャオ本社

## 隣の駅
杭州地下鉄
■ 5号線
南湖東駅 - 金星駅 - 緑汀路駅